# O Meu Pecado
"O Meu Pecado" é um samba composto por Zé Kéti e Nelson Cavaquinho.

## História
Originalmente creditada apenas à Zé Kéti, "O Meu Pecado" foi lançada em 1970 no álbum de estúdio do sambista. Segundo Nelson Cavaquinho, na época em que o samba foi composto, a legislação de direito autoral não permitia que uma composição pudesse ser assinada por artistas de gravadoras distintas - como era o caso dos dois sambistas. Cavaquinho acabou autorizando que a autoria fosse creditada apenas ao parceiro Kéti.

## Versões
Ainda em 1970, uma versão de "O Meu Pecado" foi gravada gravada por Paulinho da Viola para o disco Foi um Rio Que Passou em Minha Vida. Nessa versão, foram incorporados arranjos, harmonias, instrumentos e texturas sonoras até então estranhos aos sambas gravados por Paulinho, como a percussão acústica, que seria retrabalhada em estúdio com a aquisição de timbre eletrônico.
Outras versões do samba incluem a de Zé Renato (para o álbum Natural do Rio de Janeiro, de 1996) e de Carlinhos Vergueiro (para o álbum Carlinhos Vergueiro Interpreta Nelson Cavaquinho, de 2011).